# أمك حورية

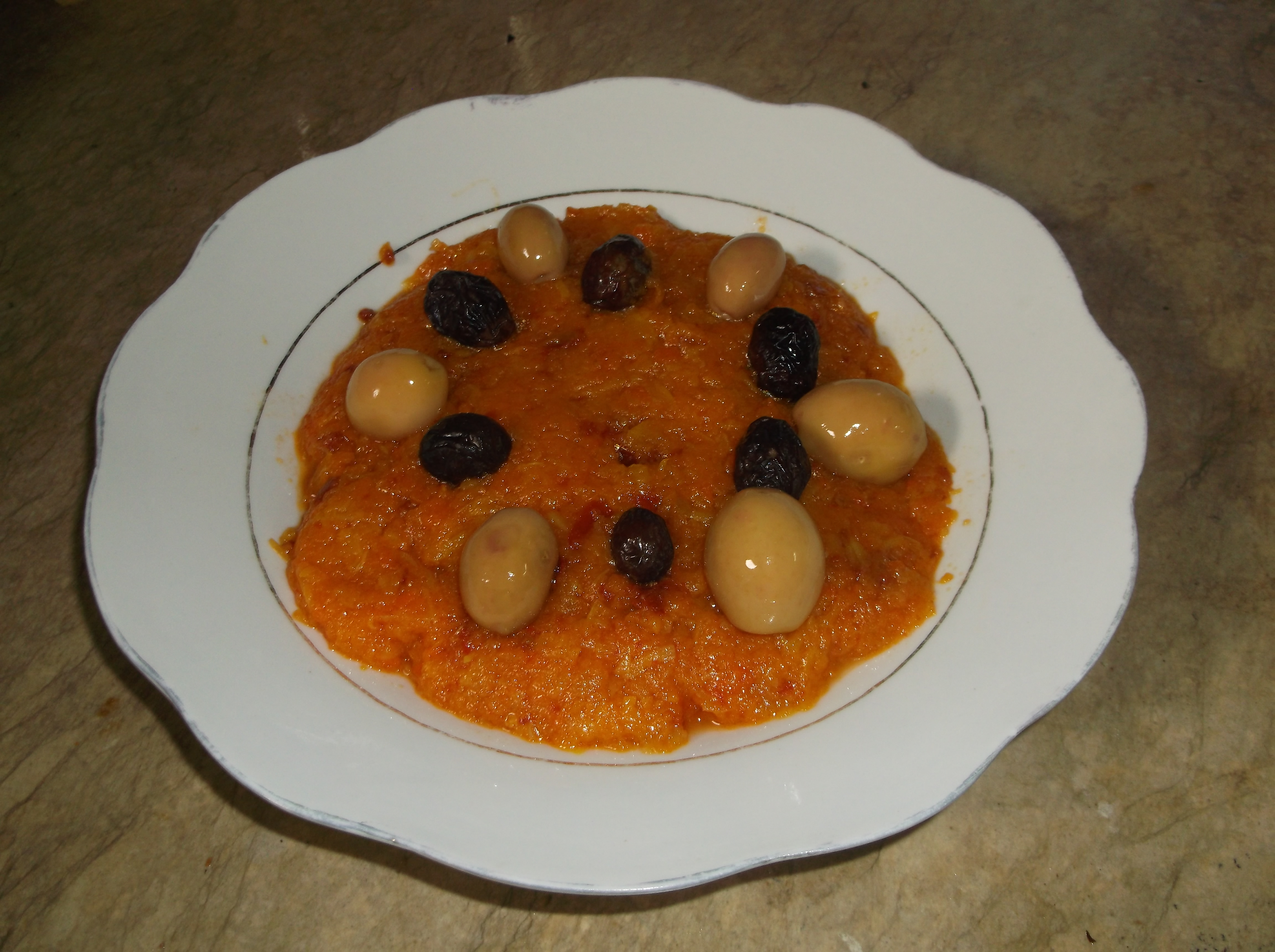
أمك حورية

أمك حورية هي طبق من أطباق المطبخ التونسي وهي عبارة عن سلطة متكوّنة من الجزر المسلوق والمرفوس والمتبّل بالتّوابل والهريسة. حسب ما يتداوله التّونسيون سُمّيت كذلك نسبة لإمرأة كان إسمها حوريّة كانت تصبغ شعرها بالحناء فيصبح لونه مثل الجزر.